# Hartyán
Hartyán (1899-ig Tót-Hartyán, szlovákul: Chrťany) község  Szlovákiában, a Besztercebányai kerületben, a Nagykürtösi járásban.

## Fekvése
Nagykürtöstől 13 km-re északkeletre fekszik.

## Története
1227-ben "Harkyan" néven említik először. 1339-ben "Harakyan", 1349-ben "Harkyan a.n. Prelep" alakban említik. Története során előbb az Aba nemzetség, később a Széchy és a Balassa család birtoka. 1554 és 1594 között a török hódoltsághoz tartozott. A 17. században Divény, majd Kékkő várának tartozéka volt. A 18. században határában vasércet bányásztak. 1828-ban 26 házában 171 lakos élt, akik főként mezőgazdasággal, állattartással és idénymunkákkal  foglalkoztak.
Vályi András szerint "Tót Hartyán. Tót falu Nográd Várm. földes Urai több Uraságok, lakosai katolikusok, fekszik Kis Szellőhöz 1 2/4 mértföldnyire, Gácsfalvának filiája, Fazaro nevű pusztája is van, határja középszerű, vagyonnyai külömbfélék."
Fényes Elek szerint "Tót-Hartyán, tót falu, Nógrád vmegyében, a sztregovai völgy felső részén: 160 evang. lak., kik az alföldre járnak dolgozni. Határa kövecses és sovány. Többen birják. Ut. p. Balassa-Gyarmat."
A trianoni békeszerződésig Nógrád vármegye Gácsi járásához tartozott.

## Népessége
| Év:            | 1994. | 2004.   | 2014.    | 2024.    |
| -------------- | ----- | ------- | -------- | -------- |
| Emberek száma: | 111   | 115     | 151      | 120      |
| Eltérés:       |       | +3,60 % | +31,30 % | -20,52 % |

| Év:            | 2023. | 2024.   |
| -------------- | ----- | ------- |
| Emberek száma: | 124   | 120     |
| Eltérés:       |       | -3,22 % |

1910-ben 236, túlnyomórészt szlovák lakosa volt.
2001-ben 117 lakosából 112 szlovák volt.
2011-ben 151 lakosából 134 szlovák.
2021-ben 107 lakosából 106 szlovák, 1 francia nemzetiségű.

## Külső hivatkozások
- Községinfó
- Hartyán Szlovákia térképén
- E-obce.sk